# Cyrano de Bergerac (film, 1909)
Pour les articles homonymes, voir Cyrano de Bergerac.
Cyrano de Bergerac est un film muet français réalisé par Jean Durand et sorti en 1909.

## Fiche technique
- Titre : Cyrano de Bergerac
- Réalisation : Jean Durand
- Scénario : Jean Durand, d'après la pièce d'Edmond Rostand
- Date de sortie : France : 1909

## Distribution
- Roger Karl
- Robert Péguy
- Jeanne Marie-Laurent